# 루너서

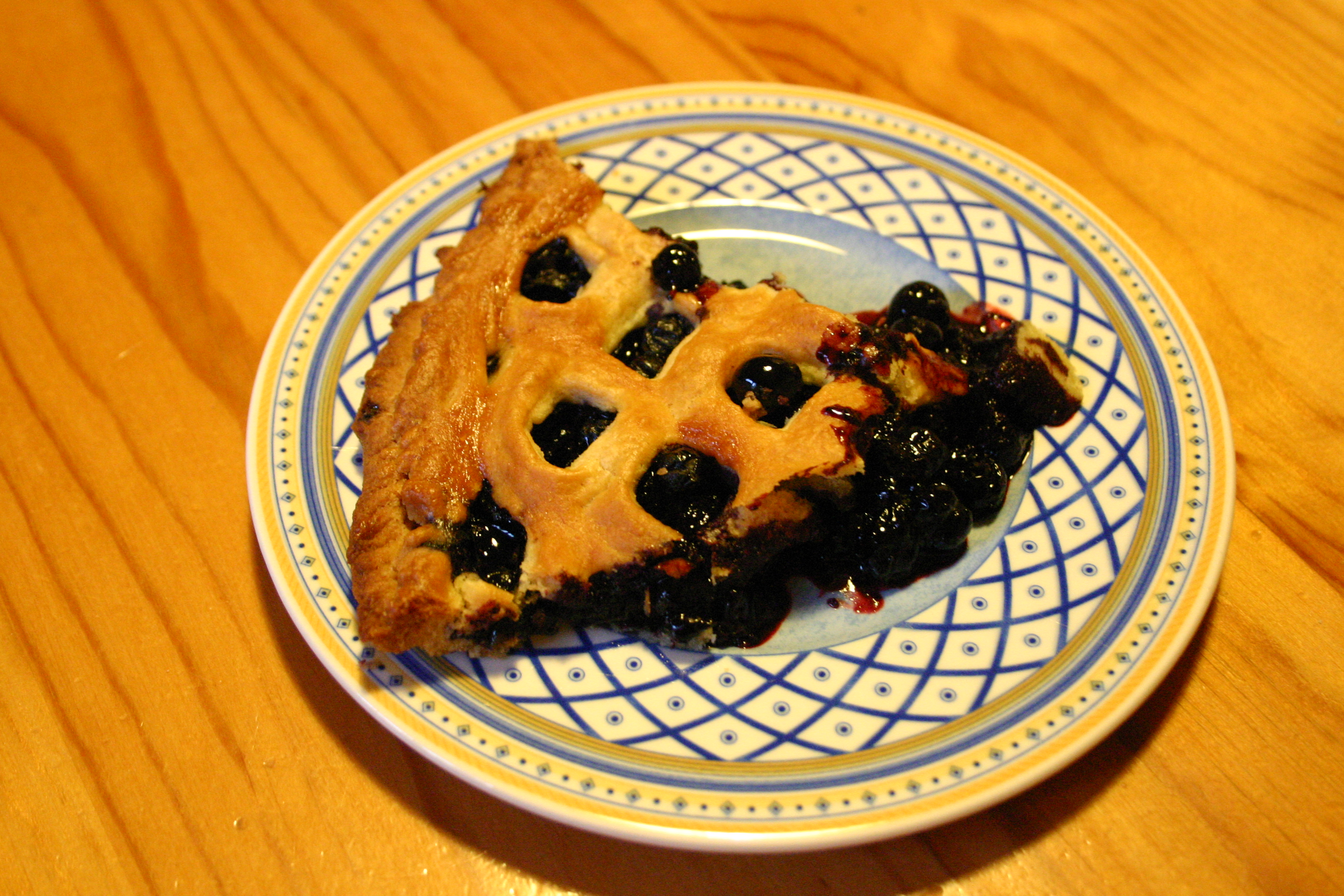

루너서(아일랜드어: Lúnasa [ˈl̪ˠuːn̪ˠəsˠə], 스코틀랜드 게일어: Lùnastal 루너스덜[ˈl̪ˠu:nəsd̥əl̪ˠ], 맨어: Luanistyn 루아니스턴[ˈluanɪst̪ən])는 게일 사람들의 축제로 주로 아일랜드, 스코틀랜드, 맨섬에서 열린다.
루너서는 세 가지 가을 축제 중 가장 먼저 시작되는 축제였다. 이 날은 수확의 계절을 알리는 날이었으며, 여름이 쇠하고 겨울이 다가오기 시작하는 날이기도 했다. 루너서는 라마스(Lammas)라고도 불렸는데, 이것은 "빵의 축제(the Feast of Bread)"를 뜻하는 색슨 어의 라-마스(Hlaf-mass)에서 온 말이었다. 여기서도 알 수 있듯이, 루너서의 축제와 의식은 풍작을 기원하고 수확의 때가 온 것을 축하하는 데에 초점이 맞추어져 있었다. 특히 풍작을 기원하는 것은 매우 중요했는데, 그 해 가을 얼마나 거둬들이는지에 따라 부족의 사활(死活)이 걸려 있었기 때문이다. 고대인들은 빌베리(bilberries)를 따 모음으로써 루너서 의식이 성공한 것인지 알 수 있다고 생각했다. 빌베리가 많다면, 의식은 성공한 것이고 그 해 가을에는 풍성한 수확을 거둘 수 있으리라고 믿었다. 루너서는 그 이름에서도 알 수 있듯이 아일랜드의 루(Lugh) 신을 찬양하는 축제였다. 일다나흐(Idanach), 즉 "모든 일에 능한 신(the God of All Skills)"이라고도 불리는 루는 "밝게 빛나는 자(Bright or Shining One)"라고 알려져 있다. 태양의 신인 그는 농업의 풍요를 관장하는 신이기도 했다. 브리튼과 웨일즈에서 루는 "류(Lleu)"라고 불렸는데, 별과 재생(再生)의 여신인 아리안로드(Arianrhod)의 아들이었다. 보통 이 날에는 루를 찬양하기 위한 운동 경기들이 벌어졌다. 일부 지역에서는 희생제(犧牲祭)를 행하기도 했다. 이것은 루를 기념하기 위한 의식이기도 했지만, 어떤 곳에서는 나무를 심을 땅을 마련하다 죽은 루의 양어머니 탈티우(Tailtiu)를 위한 의식으로서 행해졌다. 많은 종류의 곡식과 약초, 열매 등이 이 시기에 수확되어 건조되었다.